# ماشین‌سازی شالکر آیزن‌هوته
شالکر آیزنهوته ماسچیننفابریک (انگلیسی: Schalker Eisenhütte Maschinenfabrik) شرکت مهندسی آلمانی است، که در سال ۱۸۷۲ تأسیس شد.